# Baltimore, o el soldadito de plomo y el vampiro
 Baltimore, o el soldadito de plomo y el vampiro (Baltimore, or The Steadfast Tin Soldier and the Vampire) es una novela del año 2007 ilustrada por Mike Mignola y Christopher Golden.
Cada capítulo comienza con una cita del cuento El soldadito de plomo de Hans Christian Andersen, con frecuentes referencias en la historia de Lord Baltimore. La novela consiste en varias historias centradas en torno a Baltimore y los hombres que lo conocen. 

## Sinopsis
El Capitán Henry Baltimore dirige un ataque nocturno en un campo de batalla durante la Primera Guerra Mundial; después de que todo su escuadrón sea aniquilado por el fuego enemigo y el propio Baltimore sea herido en la pierna y dejado por muerto, despierta horas después para ver a varias criaturas similares a murciélagos gigantes alimentándose de sus hombres muertos. Cuando uno intenta alimentarse de él, le clava su bayoneta y le hace una horrible cicatriz en el rostro -la criatura lo hiere a su vez y le provoca una terrible gangrena en la pierna, que le tienen que amputar cuando es rescatado y llevado al hospital -donde le ponen una pierna articulada de madera. Sin saberlo, Baltimore hirió a un poderoso vampiro, que está tan enfurecido por el ataque de Baltimore (le ha dejado una cicatriz permanente y le ha cegado su ojo derecho) que provoca una "plaga" que se extiende por toda Europa. La gente cree que se trata de una enfermedad mundana, pero en realidad se trata del vampirismo.
Mientras tanto, Baltimore regresa a casa de la guerra atormentado por su encuentro en el campo de batalla, pero contento de poder volver aunque haya perdido una pierna. A su llegada descubre que sus padres y su hermana han sucumbido a la plaba. Sólo su esposa Elowen ha sobrevivido.
La trama pasa a tres de los compañeros de Baltimore que lo ayudaron en el pasado -el cirujano militar Lemuel Rose, el comerciante Thomas Childress Jr. y el capitán de navío Demetrius Aischros. Todos han sido convocados para reunirse en una posada con Baltimore, y mientras le esperan cada uno cuenta dos historias -cómo conocieron a Baltimore y por qué creen que la historia que les contó sobre su encuentro con el vampiro es cierta. El cirujano trató su pierna, Childress creció en su tierra natal y Aischros lo llevó a casa en su barco después de la guerra... De sus historias sobre Baltimore y lo sobrenatural se hace aparente que Baltimore se ha convertido en un hombre destinado a matar al "Rey Rojo" de los vampiros, que ha infectado a su familia y después asesinó a su amada esposa. Baltimore viaja matando vampiros con la esperanza de encontrar al Rey Rojo y ha convocado a sus tres amigos para que le ayuden.

## Publicación
Mike Mignola desarrolló el concepto de la novela y gran parte de la trama, aunque Christopher Golden también contribuyó a la misma.

## Adaptación cinematográfica
New Regency adquirió los derechos para adaptar al cine Baltimore en septiembre del año 2007. Los autores escribieron un guion, y el director cinematográfico sería David S. Goyer.  Los autores enviaron un segundo guion a Goyer en el año 2008.